# Hayao Kawabe
Hayao Kawabe (jap. 川辺 駿 Kawabe Hayao; ur. 8 września 1995) – japoński piłkarz występujący na pozycji pomocnika. Obecnie występuje w Júbilo Iwata.

## Kariera klubowa
Od 2013 roku występował w klubach Sanfrecce Hiroszima i Júbilo Iwata.